# 中間異吻象鼻魚
中間異吻象鼻魚（学名：Marcusenius intermedius）為輻鰭魚綱骨舌魚目象鼻魚科的其中一種。分布於非洲剛果民主共和國Kasaï河流域，棲息於水底，具有發電器官，用來偵測獵物，體長可達13.6公分。